# А-Айсберг
 «А-А́йсберг» (Сервисный Центр «А-Айсберг») — российская компания, специализирующаяся на оказании услуг по ремонту бытовой техники, бытовому сервису и продаже запчастей для бытовой техники.
Основана в 1993 году.
Структура компании основана на узкопрофильных предприятиях, которые самостоятельно работают под брендом «А-Айсберг» и имеют общий стандарт качества. Штаб-квартира находится в Москве. Головной офис компании расположен на улице Вагоноремонтная на территории «Лианозовского завода керамзитового гравия».

## Деятельность
Основное направление компании «А-Айсберг» — оказание бытовых услуг: установка, подключение и ремонт бытовой и промышленной техники. Существует ещё несколько направлений деятельности компании — ремонт и благоустройство квартир и офисов, продажа, регистрация и обслуживание кассовых аппаратов, уборка квартир и помещений, а также реализация запасных частей к бытовой и производственной технике.
С 1993 года сервисным центром было отремонтировано более 5 500 000 единиц техники, более 10 000 жилых помещений и офисов.
Компания известна благодаря большим затратам на рекламу (несколько десятков миллионов рублей ежегодно). Распространители разносят по жилым домам листовки с дисконтными картами-магнитами. В 2013 году «А-Айсберг» заключил с «Почтой России» договор по распространению листовок.

## Отзывы о работе компании
По отзывам пользователей, работа мастеров компании вызывает разную реакцию. Некоторые клиенты высказывают претензии к стоимости услуг, отмечая, что в отдельных случаях цена ремонта может быть сопоставима с покупкой новой бытовой техники. Подобные случаи особенно вызывают озабоченность у пожилых людей, не всегда ориентирующихся в рыночной стоимости работ. Вместе с тем, в отзывах также отмечаются положительные стороны обслуживания: оперативный выезд специалистов, в том числе в день обращения, а также предоставление гарантии на выполненные работы.

## Руководство
Генеральный директор и учредитель — Акимов Александр Владимирович.